# Kabinett Bene Comune
Das Kabinett Bene Comune regierte San Marino vom 5. Dezember 2012 bis zum 27. Dezember 2016.
Das Wahlbündnis San Marino Bene Comune, bestehend aus den Listen Partito Democratico Cristiano Sammarinese-Noi Sammarinesi (PDCS-NS), Partito dei Socialisti e dei Democratici (PSD) und Alleanza Popolare (AP) wurde am 24. September 2014 gegründet. Bei der vorgezogenen Parlamentswahl am 11. November 2012 erhielt das Bündnis 50,07 % der abgegebenen Stimmen und 35 der 60 Sitze im Consiglio Grande e Generale.
Das Kabinett (Congresso di Stato) wurde am 5. Dezember 2012 vom Parlament gewählt. Es wurden 8 Minister (Segretario di Stato) gewählt. Der designierte Tourismusminister Teodoro Lonfernini amtierte noch bis zum 1. April 2013 als eines von zwei Staatsoberhäuptern (Capitano Reggente). Das Tourismusministerium wurde solange kommissarisch von Außenminister Valentini übernommen.

## Liste der Minister
Die san-marinesische Verfassung kennt keinen Regierungschef, im diplomatischen Protokoll nimmt der Außenminister die Rolle des Regierungschefs ein.
| Amt                    | Minister                | Partei | Amtszeit                                         |
| ---------------------- | ----------------------- | ------ | ------------------------------------------------ |
| Auswärtiges            | Pasquale Valentini      | PDCS   | 5. Dezember 2012 – 27. Dezember 2016             |
| Inneres und Justiz     | Gian Carlo Venturini    | PDCS   | 5. Dezember 2012 – 27. Dezember 2016             |
| Finanzen               | Claudio Felici          | PSD    | 5. Dezember 2012 – 22. Oktober 2014              |
| Finanzen               | Gian Carlo Capicchioni  | PSD    | 22. Oktober 2014 – 27. Dezember 2016             |
| Bildung                | Giuseppe Maria Morganti | PSD    | 5. Dezember 2012 – 27. Dezember 2016             |
| Gesundheit und Familie | Francesco Mussoni       | PDCS   | 5. Dezember 2012 – 27. Dezember 2016             |
| Territorium            | Matteo Fiorini          | AP     | 5. Dezember 2012 – 17. April 2014                |
| Territorium            | Antonella Mularoni      | AP     | 17. April 2014 – 27. August 2016                 |
| Arbeit                 | Iro Belluzzi            | PSD    | 5. Dezember 2012 – 27. Dezember 2016             |
| Industrie              | Marco Arzilli           | NS     | 5. Dezember 2012 – 27. Dezember 2016             |
| Tourismus              | Pasquale Valentini      | PDCS   | 5. Dezember 2012 – 9. April 2013 (kommissarisch) |
| Tourismus              | Teodoro Lonfernini      | PDCS   | 9. April 2013 – 27. Dezember 2016                |

### Bemerkungen
1. ↑  Segretario di Stato per gli Affari Esteri e Politici
2. ↑  Segretario di Stato per gli Affari Interni, Funzione Pubblica, Giustizia e Rapporti con le Giunte di Castello
3. ↑  Segretario di Stato per le Finanze e Bilancio, Poste e Rapporti con l’A.A.S.F.N.
4. ↑  Segretario di Stato per l’Istruzione, Cultura e Università, Ricerca Scientifica, Affari Sociali e Pari Opportunità
5. ↑  Segretario di Stato per la Sanità e Sicurezza Sociale, Famiglia, Previdenza e Programmazione Economica
6. ↑  Segretario di Stato per il Territorio e Ambiente, Agricoltura, Telecomunicazioni, Politiche Giovanili, Sport, Protezione Civile e Rapporti con l’A.A.S.L.P. (bis 17. April 2014)

_Segretario di Stato per il Territorio e Ambiente, Agricoltura, Telecomunicazioni, Protezione Civile, Cooperazione Economica Internazionale e Rapporti con l’A.A.S.L.P. (ab 17. April 2014)
7. ↑  Segretario di Stato per il Lavoro, Cooperazione e Informazione (bis 27. August 2016)

_Segretario di Stato per il Lavoro, Cooperazione, Informazione e Telecomunicazioni (ab 27. August 2016)
8. ↑  Segretario di Stato per l’Industria, Artigianato, Commercio, Trasporti e la Ricerca (bis 27. August 2016)

_Segretario di Stato per l’Industria, Artigianato, Commercio, Trasporti, la Ricerca, Cooperazione Economica Internazionale e Rapporti con l’A.A.S.L.P. (ab 27. August 2016)
9. ↑  Segretario di Stato per il Turismo e i Rapporti con l’A.A.S.S. (bis 17. April 2014)

_Segretario di Stato per il Turismo, Politiche Giovanili, Sport e i Rapporti con l’A.A.S.S. (17. April 2014 bis 27. August 2016)

_Segretario di Stato per il Turismo, Politiche Giovanili, Sport, i Rapporti con l’A.A.S.S., Territorio e Ambiente, Agricoltura e Protezione Civile

## Veränderungen
Teodoro Lonfernini amtierte bis zum 1. April 2013 als Capitano Reggente, während dieser Zeit wurde das Tourismusministerium kommissarisch von Pasquale Valentini geleitet.
Der Minister für Territorium, Matteo Fiorini, trat am 4. März 2014 aus persönlichen Gründen zurück.
Finanzminister Felici erklärte am 15. Oktober 2014 seinen Rücktritt, gegen ihn waren zuvor Vorwürfe einer Verwicklung in die Affäre um das conto Mazzini, erhoben worden. Dabei geht es um den Verdacht der Geldwäsche durch kriminelle Vereinigungen und die Bestechung von san-marinesischen Politikern.
Die Ministerin für Territorium, Antonella Mularoni, erklärte am 27. Juli 2016 ihren Rücktritt. Ihre Partei, die AP, verließ die Regierungskoalition. Ihre Zuständigkeiten wurden auf die anderen Ministerien verteilt. Nachdem der Versuch einer Regierungsumbildung gescheitert war, wurden für den 20. November 2016 Neuwahlen ausgerufen.